# Лерой, Джон
Джон Майкл Лерой (англ. John Michael LeRoy; 19 апреля 1975, Белвью, Вашингтон — 25 июня 2001, Су-Сити, Айова) — американский бейсболист, питчер. В 1997 году сыграл один матч в Главной лиге бейсбола в составе клуба «Атланта Брэйвз».

## Карьера
Джон Лерой родился 19 апреля 1975 года в Белвью в штате Вашингтон. Он окончил старшую школу города Саммамиш. На драфте Главной лиги бейсбола 1993 года клуб «Атланта Брэйвз» выбрал его в пятнадцатом раунде. Подписав контракт, Лерой получил бонус в размере 38 тысяч долларов.
С 1993 по 1997 год Лерой выступал за фарм-команды системы «Брэйвз», продвинувшись до уровня AA-лиги. В 1997 году он занимал восьмое место в рейтинге лучших молодых игроков клуба. В сентябре он был вызван из «Гринвилл Брэйвз» в основной состав «Атланты» и дебютировал в Главной лиге бейсбола. В регулярном чемпионате Лерой сыграл в одном матче, одержав победу над «Нью-Йорк Метс».
После окончания сезона во время драфта расширения Лероя выбрал вступавший в лигу клуб «Тампа-Бэй Девил Рейс». Из-за проблем с тромбами в правой руке за клуб он не играл и в мае 1999 года прервал карьеру для лечения и реабилитации. Выступления Лерой возобновил в 2000 году в составе «Нью-Джерси Джакалс» из независимой Северо-Восточной лиги. После успешного старта сезона его контракт был выкуплен клубом «Цинциннати Редс», он продолжил карьеру в команде AA-лиги «Чаттануга Лукаутс».
Сезон 2001 года Лерой начал в составе клуба «Су-Сити Эксплорерс», игравшего в Северной лиге. Двадцать второго июня у него случился сердечный приступ и аневризма сосудов головного мозга. Игрок впал в кому и скончался не приходя в сознание 26 июня 2001 года.